# Clypeoniscus stenetrii
Clypeoniscus stenetrii là một loài chân đều trong họ Cabiropidae. Loài này được Barnard miêu tả khoa học năm 1920.